# Hệ cảm giác thân thể
Hệ cảm giác thân thể là một phần của hệ thần kinh cảm giác. Hệ cảm giác thân thể là một hệ thống phức tạp của các tế bào thần kinh cảm giác và các đường dẫn truyền thần kinh phản ứng với những thay đổi ở bề mặt hoặc bên trong cơ thể. Các sợi trục (như các sợi thần kinh hướng tâm) của các tế bào thần kinh cảm giác kết nối với, hoặc đáp ứng với các tế bào thụ thể khác nhau. Các tế bào thụ cảm cảm giác này được kích hoạt bởi các kích thích khác nhau như nhiệt và hấp thụ, đặt tên chức năng cho tế bào thần kinh cảm giác đáp ứng, chẳng hạn như một thụ thể cảm giác nhiệt (thermoreceptor) mang thông tin về sự thay đổi nhiệt độ. Các loại thụ thể bao gồm thụ thể cảm nhận cơ học (mechanoreceptors), thụ thể cảm giác hóa học (chemoreceptors), và thụ thể cảm giác đau (nociceptors) đó gửi tín hiệu dọc theo một dây thần kinh cảm giác đến tủy sống, nơi chúng có thể được xử lý bởi tế bào thần kinh giác quan khác và sau đó chuyển tiếp đến não để tiếp tục xử lý. Các thụ thể cảm giác được tìm thấy trên khắp cơ thể, chẳng hạn như da, biểu mô, cơ, xương và khớp, các cơ quan và hệ tim mạch.